# Edmund Kurt Heller
Edmund Kurt Heller (* 4. Mai 1884 in Saalfeld; † 7. Juni 1954) war ein deutscher Germanist und Professor für Germanistik in Mexiko und den USA.

## Jugend und Ausbildung
Edmund Kurt Heller wurde als ältestes von vier Kindern des Gymnasiallehrers Ernst Heller und dessen Frau Helene von Nesse-Heller geboren. Nach dem Schulbesuch in seiner Heimatstadt ging er an die Universität Leipzig. Dort trat er 1902 wie schon sein Vater in die Burschenschaft Arminia ein. Sein Staatsexamen legte er 1906 in Jena ab.

## Beruflicher Werdegang
Nach zwei Jahren Lehrtätigkeit an Gymnasien in Gotha und Jena promovierte er zum Dr. phil. 1918 wurde er Professor an der Deutschen Schule in Mexiko-Stadt. Hier verbrachte er sechs Jahre, bis unruhige politische Angelegenheiten einen längeren Aufenthalt unmöglich machten. 1926 trat er eine Professur an der University of California an.

## Arbeitsschwerpunkte
Hellers wissenschaftliche Interessen waren zu gleichen Teilen mittelalterliche Literatur, insbesondere mittelhochdeutsche Artussagen und die praktische Seite des Sprachunterrichts. Er schrieb Rezensionen von mehr als 350 deutschen Grammatika und Aufsätzen. Er war Associate Editor der Deutschen Monatshefte, Mitglied der mittelalterlichen Akademie, der Modern Language Association, und der American Association of Teachers of German.
1952–54 war er als Dozent für Deutsch an der Universität von San Francisco tätig. Im Jahr 1954 war er für mehrere Monate Redakteur der Freien Presse Kalifornien, einer deutschsprachigen Zeitung in Amerika.